# Huntsville (Washington)
Huntsville az Amerikai Egyesült Államok északnyugati részén, Washington állam Columbia megyéjében elhelyezkedő önkormányzat nélküli település.
Huntsville postahivatala 1880 és 1968 között működött. A település névadója B. J. Hunt, a földterület egykori tulajdonosa.

## Fordítás
- Ez a szócikk részben vagy egészben  a   Huntsville, Washington című angol Wikipédia-szócikk ezen változatának fordításán alapul.  Az eredeti cikk szerkesztőit annak laptörténete sorolja fel. Ez a jelzés csupán a megfogalmazás eredetét és a szerzői jogokat jelzi, nem szolgál a cikkben szereplő információk forrásmegjelöléseként.